# Jasaw Chan K'awiil I.

Hasau Čan Kauil I. bio je kralj majanskog grada Tikala. Tikal je bio jedan od najvećih majanskih gradova.

## Biografija
Jedan od najslavnijih tikalskih kraljeva, Hasau Čan Kauil je znan i kao Vladar Tikala A ili kao Ah Kakao.
Dvije strukture u Tikalu posebno su vezane uz njega - tikalski hram I. (Hram velikog jaguara) i tikalski hram II.
Njegova je supruga bila Dama Dvanaest Makaua, a naslijedio ga je njihov sin, Jikin Čan Kauil.

## Vanjske poveznice
- Vladari Tikala